# Piaggio Beverly
Il Piaggio Beverly è uno scooter a ruote alte prodotto dalla casa motociclistica italiana Piaggio dal 2001.

## Storia e versioni

### Prima serie

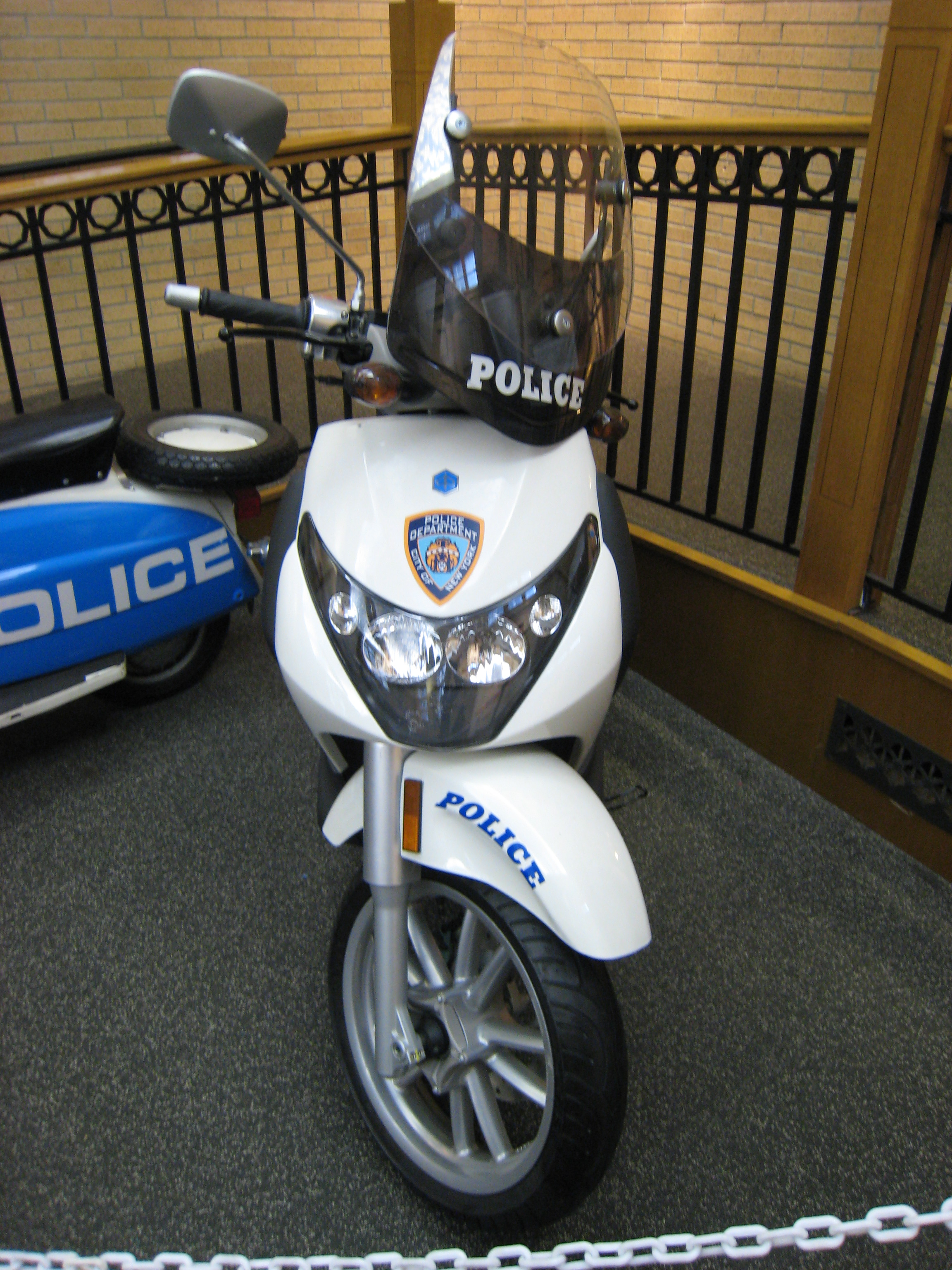
Un Beverly 200 prima serie in dotazione al New York City Police Department

Fu dapprima disponibile nelle versioni 125 e 200 cm³, entrambe 4 tempi e 4 valvole, e successivamente nelle motorizzazioni 125 e 250 cm³ tutti alimentati a carburatore, fino al 2005 quando per la cilindrata maggiore viene utilizzata l'iniezione elettronica.

### Cruiser

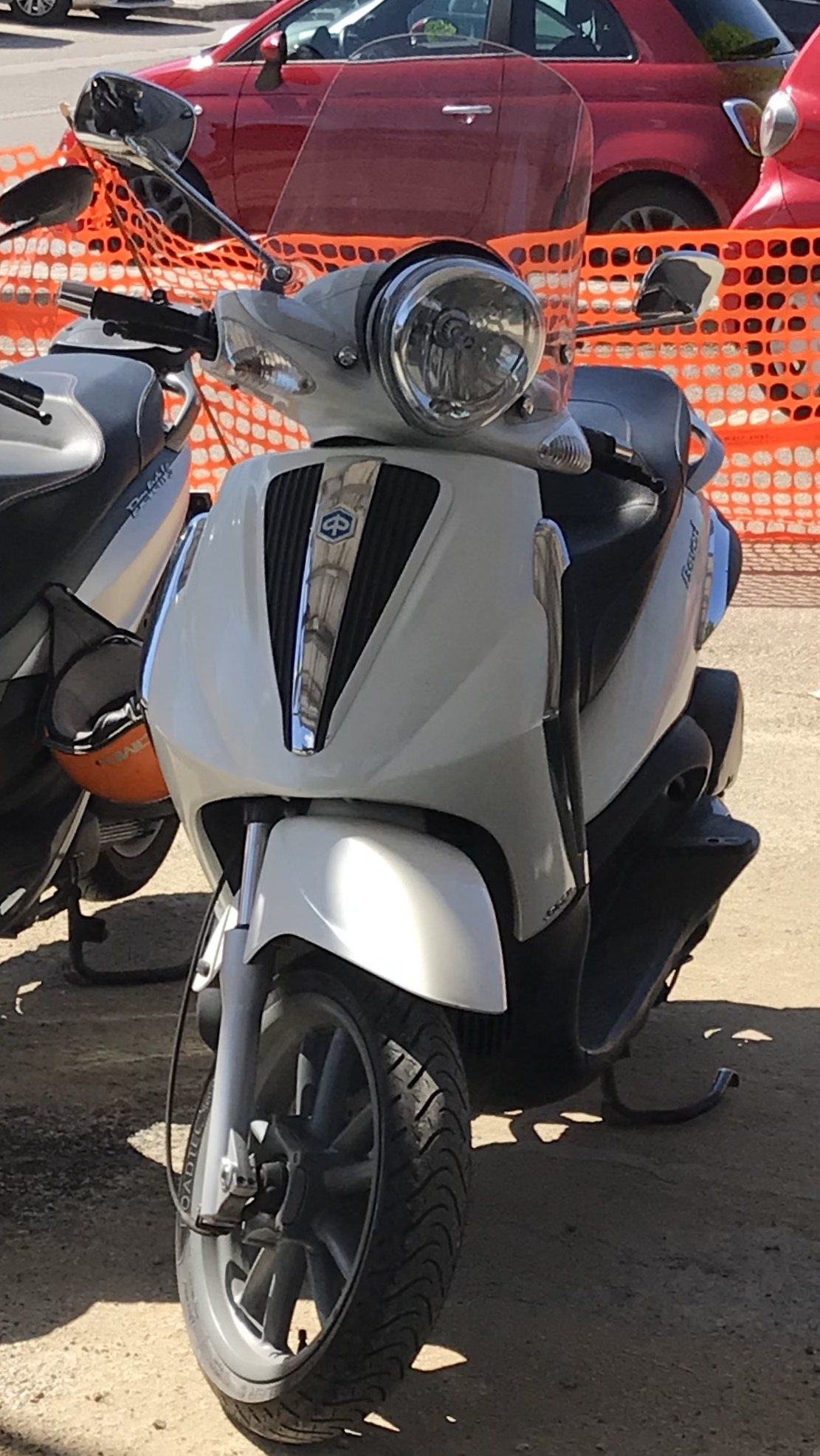
Un Beverly Cruiser

Dal novembre 2002 è in vendita anche una versione 500 cm³ con motore Piaggio Master, prodotta in questa motorizzazione fino al 2010 con una versione Cruiser, ed affiancata anche da 2 versioni 400 cm³ (una versione Tourer ed una versione faro a V), prodotte dal 2006 al 2010.
Nel 2007 si aggiunge una nuova versione per le cilindrate 125 e 250, denominata "S" che sta per "sport", contraddistinta da una colorazione grigio scuro opaco, cerchi, maniglione posteriore e carter trasmissione neri e da un paravento più basso, lo stesso montato sulla versione 400 faro basso (comunemente denominato faro a V).
Nel 2007 debutta anche il Beverly Cruiser che, oltre a modifiche estetiche (tra le quali il fanale sul manubrio e non più sullo scudo), introduce un propulsore Master da 500 cm³ dotato di doppia accensione e sonda lambda nel rispetto della normativa Euro 3. Lo stesso è stato prodotto anche in cilindrata 250 cm³.

### Tourer

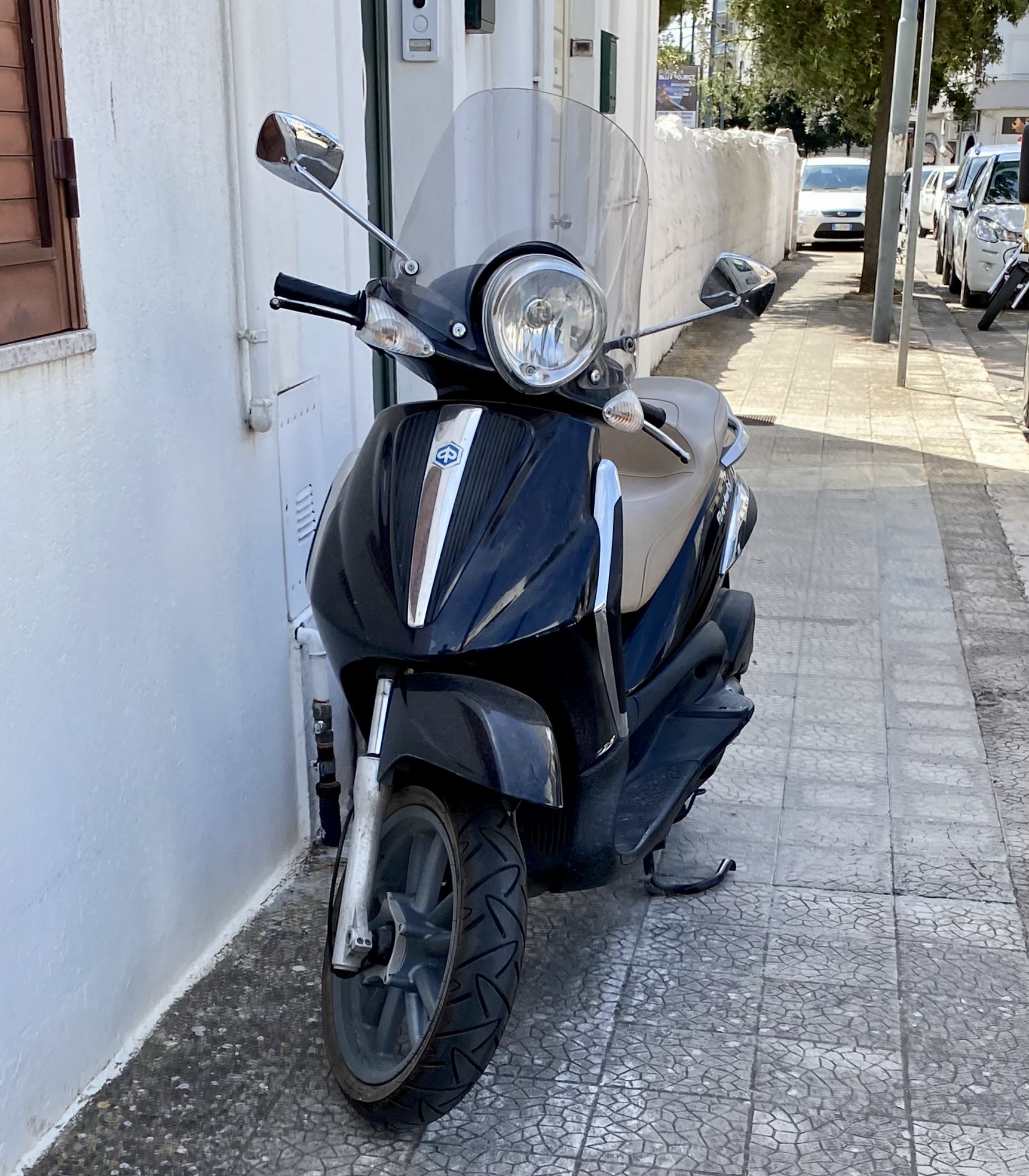
Un Beverly Tourer

Nel 2008 vengono presentate le versioni Beverly Tourer nelle cilindrate 125, 250 e 400 che abbandonano il faro basso, utilizzando il faro alto del Beverly Cruiser. Vengono aggiunte cromature ai deflettori anteriori, uno stop trasparente, nuova colorazione dei cerchi e il paracalore dello scarico diventa cromato in metallo, sostituendo il precedente in plastica.
Nel 2009 il Tourer abbandona il propulsore 250 in favore del Quasar da 300 cm³.

### ie
Il modello è introdotto nel corso del 2010 con il nome di Sport Touring. Presenta una nuova linea e delle luci diurne COB LED, così come una capacità di carico del vano sottosella raddoppiata. Viene inizialmente introdotto con le cilindrate 125 e 300 cm³, la prima diviene a iniezione elettronica.
Un anno dopo quest'ultima viene abbandonata contestualmente all'introduzione della motorizzazione da 350 cm³ (in sostituzione di quella da 400 cm³ del precedente modello) che viene dotata anche del sistema anti bloccaggio e del controllo della trazione.
Nel 2016 i dispositivi vengono montati su tutti i modelli nel 2016 con l'adeguamento agli standard Euro 4, la stessa revisione vede anche la sostituzione della presa accendisigari con la USB.

### hpe

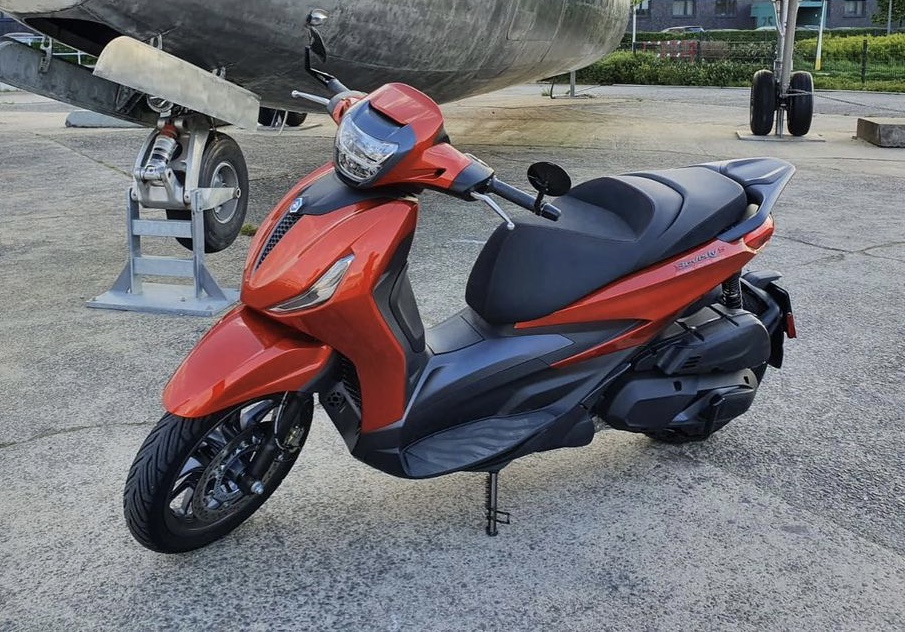
Un Beverly hpe al Museo Piaggio Giovanni Alberto Agnelli

Acronimo di High Performance Engine, è stato presentato a dicembre 2020 e venduto a partire da febbraio 2021, per celebrare il ventesimo anno di vendite. Oltre ad un completo restyling estetico porta tra le principali novità una lampada a LED come proiettore anteriore, il sistema keyless e un nuovo tachimetro composto da un display a cristalli liquidi, nonché un sistema Bluetooth per la connessione degli smartphone. Monta una unità di controllo motore prodotta da Magneti Marelli. La cilindrata da 350 cm³ viene rimpiazzata da quella da 400 cm³, ed entrambe le motorizzazioni mostrano un incremento prestazionale di circa 5 cavalli vapore rispetto al precedente modello.
A partire dal 2025 la versione di media cilindrata ha ricevuto un miglioramento al suo motore: aumenta la cilindrata da 278 cm³ a 310 cm³, la potenza da 25,8 a 27,7, la coppia da 26 a 29,5, migliorando anche efficienza nei consumi e smorzamento delle vibrazioni. 

## Motorizzazioni
| Tipo | Motore | Produzione |
| ---- | ------ | ---------- |
| 125  | M281M  | 2001–2003  |
| 125  | M284M  | 2004–2006  |
| 125  | M28FM  | 2007–2010  |
| 125  | M691M  | 2010–2015  |
| 200  | M282M  | 2002–2003  |
| 200  | M283M  | 2005       |
| 250  | M285M  | 2004–2005  |
| 250  | M286M  | 2006       |
| 250  | M288M  | 2006–2009  |
| 250  | M28HM  | 2008       |
| 300  | M28MM  | 2009       |
| 300  | M28SM  | 2009–2013  |
| 300  | M692M  | 2010–2016  |
| 300  | MA21M  | 2016–2020  |
| 300  | MD21M  | 2021–      |
| 350  | M693M  | 2012–2015  |
| 350  | MA22M  | 2017–2021  |
| 400  | M345M  | 2006–2007  |
| 400  | M349M  | 2008–2009  |
| 400  | MD22M  | 2021–      |
| 500  | M341M  | 2002–2006  |
| 500  | M342M  | 2002–2005  |
| 500  | M343M  | 2006–2008  |
| 500  | M34AM  | 2007–2012  |
| 500  | M34BM  | 2008       |

| Versione    | Logo | 125 cm³ | 200 cm³ | 250 cm³ | 300 cm³ | 350 cm³ | 400 cm³ | 500 cm³ |
| ----------- | ---- | ------- | ------- | ------- | ------- | ------- | ------- | ------- |
| Prima serie |      | Si      | Si      | Si      |         |         | Si      |         |
| Cruiser     |      |         | Si      |         |         |         | Si      |         |
| Tourer      | Si   |         | Si      | Si      |         | Si      | Si      |         |
| ie          |      | Si      |         |         | Si      | Si      |         |         |
| hpe         |      |         |         |         | Si      |         | Si      |         |

## Caratteristiche tecniche
| Caratteristiche tecniche - Piaggio Beverly prima serie | Caratteristiche tecniche - Piaggio Beverly prima serie | Caratteristiche tecniche - Piaggio Beverly prima serie | Caratteristiche tecniche - Piaggio Beverly prima serie | Caratteristiche tecniche - Piaggio Beverly prima serie | Caratteristiche tecniche - Piaggio Beverly prima serie |
| ------------------------------------------------------ | --- | --- | --- | --- | --- |
|                                                        | | | | | |
| Dimensioni e pesi                                      | | | | | |
| Ingombri (lungh.×largh.×alt.)                          | 2110 (125, 250); 2215 (400) × 780 (125, 250); 770 (400) × ? mm | 2110 (125, 250); 2215 (400) × 780 (125, 250); 770 (400) × ? mm | 2110 (125, 250); 2215 (400) × 780 (125, 250); 770 (400) × ? mm | 2110 (125, 250); 2215 (400) × 780 (125, 250); 770 (400) × ? mm | 2110 (125, 250); 2215 (400) × 780 (125, 250); 770 (400) × ? mm |
| Altezze                                                | Sella: 790 (125, 250); 775 (400) mm | Sella: 790 (125, 250); 775 (400) mm | Sella: 790 (125, 250); 775 (400) mm | Sella: 790 (125, 250); 775 (400) mm | Sella: 790 (125, 250); 775 (400) mm |
| Interasse: 1470 (125, 250); 1550 (400) mm              | Interasse: 1470 (125, 250); 1550 (400) mm | Massa a vuoto: 149 (125); 157 (250); 189 (400) kg | Massa a vuoto: 149 (125); 157 (250); 189 (400) kg | Serbatoio: 10 l (125, 250); 13,2 l (400) | Serbatoio: 10 l (125, 250); 13,2 l (400) |
| Meccanica                                              | | | | | |
| Tipo motore: monocilindrico quattro tempi              | Tipo motore: monocilindrico quattro tempi | Tipo motore: monocilindrico quattro tempi | Tipo motore: monocilindrico quattro tempi | Raffreddamento: a circolazione forzata di liquido | Raffreddamento: a circolazione forzata di liquido |
| Cilindrata                                             | 124 (125); 244 (250); 400 (400) cm³ (Alesaggio 57 (125); 72 (250); 85,8 (400) × Corsa 48,6 (125); 60 (250); 69 (400) mm)                                                                                               | 124 (125); 244 (250); 400 (400) cm³ (Alesaggio 57 (125); 72 (250); 85,8 (400) × Corsa 48,6 (125); 60 (250); 69 (400) mm)                                                                                               | 124 (125); 244 (250); 400 (400) cm³ (Alesaggio 57 (125); 72 (250); 85,8 (400) × Corsa 48,6 (125); 60 (250); 69 (400) mm)                                                                                               | 124 (125); 244 (250); 400 (400) cm³ (Alesaggio 57 (125); 72 (250); 85,8 (400) × Corsa 48,6 (125); 60 (250); 69 (400) mm)                                                                                               | 124 (125); 244 (250); 400 (400) cm³ (Alesaggio 57 (125); 72 (250); 85,8 (400) × Corsa 48,6 (125); 60 (250); 69 (400) mm)                                                                                               |
| Distribuzione: SOHC a 4 valvole                        | Distribuzione: SOHC a 4 valvole | Distribuzione: SOHC a 4 valvole | Alimentazione: carburatore (125); iniezione indiretta (250, 400) | Alimentazione: carburatore (125); iniezione indiretta (250, 400) | Alimentazione: carburatore (125); iniezione indiretta (250, 400) |
| Potenza: 15 CV (125); 22 CV (250); 24 CV (350)         | Potenza: 15 CV (125); 22 CV (250); 24 CV (350) | Coppia: 12 N·m a 8000 g/min (125); 20,2 N·m a 6500 g/min (250); 37,6 N·m a 5500 g/min (400) | Coppia: 12 N·m a 8000 g/min (125); 20,2 N·m a 6500 g/min (250); 37,6 N·m a 5500 g/min (400) | Rapporto di compressione: 12,3:1 (125); 11:1 (250); 10,5:1 (400) | Rapporto di compressione: 12,3:1 (125); 11:1 (250); 10,5:1 (400) |
| Frizione: centrifuga a secco                           | Frizione: centrifuga a secco | Frizione: centrifuga a secco | Cambio: continuo | Cambio: continuo | Cambio: continuo |
| Accensione                                             | elettronica CDI con anticipo variabile gestita da ECU | elettronica CDI con anticipo variabile gestita da ECU | elettronica CDI con anticipo variabile gestita da ECU | elettronica CDI con anticipo variabile gestita da ECU | elettronica CDI con anticipo variabile gestita da ECU |
| Trasmissione                                           | con variomatic a pulegge espansibili con asservitore di coppia | con variomatic a pulegge espansibili con asservitore di coppia | con variomatic a pulegge espansibili con asservitore di coppia | con variomatic a pulegge espansibili con asservitore di coppia | con variomatic a pulegge espansibili con asservitore di coppia |
| Avviamento                                             | elettrico con immobilizzatore | elettrico con immobilizzatore | elettrico con immobilizzatore | elettrico con immobilizzatore | elettrico con immobilizzatore |
| Ciclistica                                             | | | | | |
| Telaio                                                 | doppia culla simmetrico in tubi di acciaio | doppia culla simmetrico in tubi di acciaio | doppia culla simmetrico in tubi di acciaio | doppia culla simmetrico in tubi di acciaio | doppia culla simmetrico in tubi di acciaio |
| Sospensioni                                            | Anteriore: forcella telescopica idraulica con corsa 104 mm: ⌀ 35 mm (125, 250); ⌀ 40 mm (400) / Posteriore: doppio ammortizzatore idraulico, regolabile nel precarico molla: corsa 90 mm (125, 250); corsa 78 mm (400) | Anteriore: forcella telescopica idraulica con corsa 104 mm: ⌀ 35 mm (125, 250); ⌀ 40 mm (400) / Posteriore: doppio ammortizzatore idraulico, regolabile nel precarico molla: corsa 90 mm (125, 250); corsa 78 mm (400) | Anteriore: forcella telescopica idraulica con corsa 104 mm: ⌀ 35 mm (125, 250); ⌀ 40 mm (400) / Posteriore: doppio ammortizzatore idraulico, regolabile nel precarico molla: corsa 90 mm (125, 250); corsa 78 mm (400) | Anteriore: forcella telescopica idraulica con corsa 104 mm: ⌀ 35 mm (125, 250); ⌀ 40 mm (400) / Posteriore: doppio ammortizzatore idraulico, regolabile nel precarico molla: corsa 90 mm (125, 250); corsa 78 mm (400) | Anteriore: forcella telescopica idraulica con corsa 104 mm: ⌀ 35 mm (125, 250); ⌀ 40 mm (400) / Posteriore: doppio ammortizzatore idraulico, regolabile nel precarico molla: corsa 90 mm (125, 250); corsa 78 mm (400) |
| Freni                                                  | Anteriore: a disco ⌀ 260 mm / Posteriore: a disco: ⌀ 260 mm (125, 250); ⌀ 240 mm (400) | Anteriore: a disco ⌀ 260 mm / Posteriore: a disco: ⌀ 260 mm (125, 250); ⌀ 240 mm (400) | Anteriore: a disco ⌀ 260 mm / Posteriore: a disco: ⌀ 260 mm (125, 250); ⌀ 240 mm (400) | Anteriore: a disco ⌀ 260 mm / Posteriore: a disco: ⌀ 260 mm (125, 250); ⌀ 240 mm (400) | Anteriore: a disco ⌀ 260 mm / Posteriore: a disco: ⌀ 260 mm (125, 250); ⌀ 240 mm (400) |
| Pneumatici                                             | 110/70 R16, 140/70 R14 (125, 250); 110/70 R16, 150/70 R14 (400) | 110/70 R16, 140/70 R14 (125, 250); 110/70 R16, 150/70 R14 (400) | 110/70 R16, 140/70 R14 (125, 250); 110/70 R16, 150/70 R14 (400) | 110/70 R16, 140/70 R14 (125, 250); 110/70 R16, 150/70 R14 (400) | 110/70 R16, 140/70 R14 (125, 250); 110/70 R16, 150/70 R14 (400) |
| Prestazioni dichiarate                                 | | | | | |
| Consumo                                                | 24 km/l (125); 26 km/l (250); 18,5 km/l (400) | 24 km/l (125); 26 km/l (250); 18,5 km/l (400) | 24 km/l (125); 26 km/l (250); 18,5 km/l (400) | 24 km/l (125); 26 km/l (250); 18,5 km/l (400) | 24 km/l (125); 26 km/l (250); 18,5 km/l (400) |
| Altro                                                  | | | | | |
| Omologazione                                           | Euro 2 (125); Euro 3 (250, 400) | Euro 2 (125); Euro 3 (250, 400) | Euro 2 (125); Euro 3 (250, 400) | Euro 2 (125); Euro 3 (250, 400) | Euro 2 (125); Euro 3 (250, 400) |
| Fonte dei dati:                                        | | | | | |

| Caratteristiche tecniche - Piaggio Beverly i.e.                           | Caratteristiche tecniche - Piaggio Beverly i.e. | Caratteristiche tecniche - Piaggio Beverly i.e. | Caratteristiche tecniche - Piaggio Beverly i.e. | Caratteristiche tecniche - Piaggio Beverly i.e. | Caratteristiche tecniche - Piaggio Beverly i.e. |
| ------------------------------------------------------------------------- | --- | --- | --- | --- | --- |
|                                                                           | | | | | |
| Dimensioni e pesi                                                         | | | | | |
| Ingombri (lungh.×largh.×alt.)                                             | 2150 (125, 300); 2215 (350) × 780 × ? mm | 2150 (125, 300); 2215 (350) × 780 × ? mm | 2150 (125, 300); 2215 (350) × 780 × ? mm | 2150 (125, 300); 2215 (350) × 780 × ? mm | 2150 (125, 300); 2215 (350) × 780 × ? mm |
| Altezze                                                                   | Sella: 790 mm | Sella: 790 mm | Sella: 790 mm | Sella: 790 mm | Sella: 790 mm |
| Interasse: 1535 (125, 300); 1560 (350) mm                                 | Interasse: 1535 (125, 300); 1560 (350) mm | Massa a vuoto: 162 (125); 165 (300); 191 (350) kg | Massa a vuoto: 162 (125); 165 (300); 191 (350) kg | Serbatoio: 13 l | Serbatoio: 13 l |
| Meccanica                                                                 | | | | | |
| Tipo motore: monocilindrico quattro tempi                                 | Tipo motore: monocilindrico quattro tempi | Tipo motore: monocilindrico quattro tempi | Tipo motore: monocilindrico quattro tempi | Raffreddamento: a circolazione forzata di liquido | Raffreddamento: a circolazione forzata di liquido |
| Cilindrata                                                                | 124 (125); 278 (300); 399 (350) cm³ (Alesaggio 57 (125); 75 (300); 78 (350) × Corsa 48,6 (125); 63 (300); 69 (350) mm)                                                           | 124 (125); 278 (300); 399 (350) cm³ (Alesaggio 57 (125); 75 (300); 78 (350) × Corsa 48,6 (125); 63 (300); 69 (350) mm)                                                           | 124 (125); 278 (300); 399 (350) cm³ (Alesaggio 57 (125); 75 (300); 78 (350) × Corsa 48,6 (125); 63 (300); 69 (350) mm)                                                           | 124 (125); 278 (300); 399 (350) cm³ (Alesaggio 57 (125); 75 (300); 78 (350) × Corsa 48,6 (125); 63 (300); 69 (350) mm)                                                           | 124 (125); 278 (300); 399 (350) cm³ (Alesaggio 57 (125); 75 (300); 78 (350) × Corsa 48,6 (125); 63 (300); 69 (350) mm)                                                           |
| Distribuzione: SOHC a 4 valvole                                           | Distribuzione: SOHC a 4 valvole | Distribuzione: SOHC a 4 valvole | Alimentazione: iniezione indiretta | Alimentazione: iniezione indiretta | Alimentazione: iniezione indiretta |
| Potenza: 11 kW, 15 CV (125); 15,5 kW, 21 CV (300); 22,2 kW, 30,2 CV (350) | Potenza: 11 kW, 15 CV (125); 15,5 kW, 21 CV (300); 22,2 kW, 30,2 CV (350) | Coppia: 12 N·m a 7250 g/min (125); 22,5 N·m a 5750 g/min (300); 29 N·m a 6250 g/min (350)                                                                                        | Coppia: 12 N·m a 7250 g/min (125); 22,5 N·m a 5750 g/min (300); 29 N·m a 6250 g/min (350)                                                                                        | Rapporto di compressione: | Rapporto di compressione: |
| Frizione: centrifuga a secco (125, 300); a bagno d'olio (350)             | Frizione: centrifuga a secco (125, 300); a bagno d'olio (350) | Frizione: centrifuga a secco (125, 300); a bagno d'olio (350) | Cambio: continuo | Cambio: continuo | Cambio: continuo |
| Accensione                                                                | elettronica CDI con anticipo variabile gestita da ECU | elettronica CDI con anticipo variabile gestita da ECU | elettronica CDI con anticipo variabile gestita da ECU | elettronica CDI con anticipo variabile gestita da ECU | elettronica CDI con anticipo variabile gestita da ECU |
| Trasmissione                                                              | con variomatic a pulegge espansibili con asservitore di coppia | con variomatic a pulegge espansibili con asservitore di coppia | con variomatic a pulegge espansibili con asservitore di coppia | con variomatic a pulegge espansibili con asservitore di coppia | con variomatic a pulegge espansibili con asservitore di coppia |
| Avviamento                                                                | elettrico con immobilizzatore | elettrico con immobilizzatore | elettrico con immobilizzatore | elettrico con immobilizzatore | elettrico con immobilizzatore |
| Ciclistica                                                                | | | | | |
| Telaio                                                                    | in tubi e lamiere stampate in acciaio | in tubi e lamiere stampate in acciaio | in tubi e lamiere stampate in acciaio | in tubi e lamiere stampate in acciaio | in tubi e lamiere stampate in acciaio |
| Sospensioni                                                               | Anteriore: forcella telescopica idraulica con stelo 35 mm, corsa 90 mm / Posteriore: doppio ammortizzatore idraulico, regolabile nel precarico molla su 4 posizioni, corsa 81 mm | Anteriore: forcella telescopica idraulica con stelo 35 mm, corsa 90 mm / Posteriore: doppio ammortizzatore idraulico, regolabile nel precarico molla su 4 posizioni, corsa 81 mm | Anteriore: forcella telescopica idraulica con stelo 35 mm, corsa 90 mm / Posteriore: doppio ammortizzatore idraulico, regolabile nel precarico molla su 4 posizioni, corsa 81 mm | Anteriore: forcella telescopica idraulica con stelo 35 mm, corsa 90 mm / Posteriore: doppio ammortizzatore idraulico, regolabile nel precarico molla su 4 posizioni, corsa 81 mm | Anteriore: forcella telescopica idraulica con stelo 35 mm, corsa 90 mm / Posteriore: doppio ammortizzatore idraulico, regolabile nel precarico molla su 4 posizioni, corsa 81 mm |
| Freni                                                                     | Anteriore: a disco da 300 mm con pinza flottante a doppio pistoncino / Posteriore: a disco da 240 mm con pinza flottante a doppio pistoncino                                     | Anteriore: a disco da 300 mm con pinza flottante a doppio pistoncino / Posteriore: a disco da 240 mm con pinza flottante a doppio pistoncino                                     | Anteriore: a disco da 300 mm con pinza flottante a doppio pistoncino / Posteriore: a disco da 240 mm con pinza flottante a doppio pistoncino                                     | Anteriore: a disco da 300 mm con pinza flottante a doppio pistoncino / Posteriore: a disco da 240 mm con pinza flottante a doppio pistoncino                                     | Anteriore: a disco da 300 mm con pinza flottante a doppio pistoncino / Posteriore: a disco da 240 mm con pinza flottante a doppio pistoncino                                     |
| Pneumatici                                                                | 110/70 R16, 140/70 R14 (125, 300); 110/70 R16, 150/70 R14 (350) | 110/70 R16, 140/70 R14 (125, 300); 110/70 R16, 150/70 R14 (350) | 110/70 R16, 140/70 R14 (125, 300); 110/70 R16, 150/70 R14 (350) | 110/70 R16, 140/70 R14 (125, 300); 110/70 R16, 150/70 R14 (350) | 110/70 R16, 140/70 R14 (125, 300); 110/70 R16, 150/70 R14 (350) |
| Prestazioni dichiarate                                                    | | | | | |
| Consumo                                                                   | 30,3 km/l (300) / 27,8 km/l (350) | 30,3 km/l (300) / 27,8 km/l (350) | 30,3 km/l (300) / 27,8 km/l (350) | 30,3 km/l (300) / 27,8 km/l (350) | 30,3 km/l (300) / 27,8 km/l (350) |
| Altro                                                                     | | | | | |
| Emissioni                                                                 | 78 g CO2/km (300); 85 g CO2/km (350) | 78 g CO2/km (300); 85 g CO2/km (350) | 78 g CO2/km (300); 85 g CO2/km (350) | 78 g CO2/km (300); 85 g CO2/km (350) | 78 g CO2/km (300); 85 g CO2/km (350) |
| Omologazione                                                              | Euro 3 (125, 300, 350); Euro 4 (300, 350) | Euro 3 (125, 300, 350); Euro 4 (300, 350) | Euro 3 (125, 300, 350); Euro 4 (300, 350) | Euro 3 (125, 300, 350); Euro 4 (300, 350) | Euro 3 (125, 300, 350); Euro 4 (300, 350) |
| Fonte dei dati:                                                           | | | | | |

| Caratteristiche tecniche - Piaggio Beverly hp- e         | Caratteristiche tecniche - Piaggio Beverly hp- e | Caratteristiche tecniche - Piaggio Beverly hp- e | Caratteristiche tecniche - Piaggio Beverly hp- e | Caratteristiche tecniche - Piaggio Beverly hp- e | Caratteristiche tecniche - Piaggio Beverly hp- e |
| -------------------------------------------------------- | --- | --- | --- | --- | --- |
|                                                          | | | | | |
| Dimensioni e pesi                                        | | | | | |
| Ingombri (lungh.×largh.×alt.)                            | 2125 (300); 2155 (400) × 800 × 1175 mm | 2125 (300); 2155 (400) × 800 × 1175 mm | 2125 (300); 2155 (400) × 800 × 1175 mm | 2125 (300); 2155 (400) × 800 × 1175 mm | 2125 (300); 2155 (400) × 800 × 1175 mm |
| Altezze                                                  | Sella: 812 mm - Minima da terra: 165 mm | Sella: 812 mm - Minima da terra: 165 mm | Sella: 812 mm - Minima da terra: 165 mm | Sella: 812 mm - Minima da terra: 165 mm | Sella: 812 mm - Minima da terra: 165 mm |
| Interasse: 1540 (300); 1550 (400) mm                     | Interasse: 1540 (300); 1550 (400) mm | Massa a vuoto: 185 (300); 195 (400) kg | Massa a vuoto: 185 (300); 195 (400) kg | Serbatoio: 12 l | Serbatoio: 12 l |
| Meccanica                                                | | | | | |
| Tipo motore: monocilindrico quattro tempi                | Tipo motore: monocilindrico quattro tempi | Tipo motore: monocilindrico quattro tempi | Tipo motore: monocilindrico quattro tempi | Raffreddamento: a circolazione forzata di liquido | Raffreddamento: a circolazione forzata di liquido |
| Cilindrata                                               | 278 (300); 399 (400) cm³ (Alesaggio 75 x 63 (300); 84 x 72 (400) ) | 278 (300); 399 (400) cm³ (Alesaggio 75 x 63 (300); 84 x 72 (400) ) | 278 (300); 399 (400) cm³ (Alesaggio 75 x 63 (300); 84 x 72 (400) ) | 278 (300); 399 (400) cm³ (Alesaggio 75 x 63 (300); 84 x 72 (400) ) | 278 (300); 399 (400) cm³ (Alesaggio 75 x 63 (300); 84 x 72 (400) ) |
| Distribuzione: SOHC a 4 valvole                          | Distribuzione: SOHC a 4 valvole | Distribuzione: SOHC a 4 valvole | Alimentazione: iniezione indiretta | Alimentazione: iniezione indiretta | Alimentazione: iniezione indiretta |
| Potenza: 19 kW, 26 CV (300); 26 kW, 35 CV (400)          | Potenza: 19 kW, 26 CV (300); 26 kW, 35 CV (400) | Coppia: 26 N·m a 6250 g/min (300); 37,7 N·m a 5550 g/min (400) | Coppia: 26 N·m a 6250 g/min (300); 37,7 N·m a 5550 g/min (400) | Rapporto di compressione: 11±0,5:1 | Rapporto di compressione: 11±0,5:1 |
| Frizione: centrifuga a secco (300); a bagno d'olio (400) | Frizione: centrifuga a secco (300); a bagno d'olio (400) | Frizione: centrifuga a secco (300); a bagno d'olio (400) | Cambio: continuo | Cambio: continuo | Cambio: continuo |
| Accensione                                               | elettronica CDI con anticipo variabile gestita da ECU | elettronica CDI con anticipo variabile gestita da ECU | elettronica CDI con anticipo variabile gestita da ECU | elettronica CDI con anticipo variabile gestita da ECU | elettronica CDI con anticipo variabile gestita da ECU |
| Trasmissione                                             | con variomatic a pulegge espansibili con asservitore di coppia | con variomatic a pulegge espansibili con asservitore di coppia | con variomatic a pulegge espansibili con asservitore di coppia | con variomatic a pulegge espansibili con asservitore di coppia | con variomatic a pulegge espansibili con asservitore di coppia |
| Avviamento                                               | elettrico con immobilizzatore e apertura Keyless | elettrico con immobilizzatore e apertura Keyless | elettrico con immobilizzatore e apertura Keyless | elettrico con immobilizzatore e apertura Keyless | elettrico con immobilizzatore e apertura Keyless |
| Ciclistica                                               | | | | | |
| Telaio                                                   | in tubi e lamiere stampate in acciaio | in tubi e lamiere stampate in acciaio | in tubi e lamiere stampate in acciaio | in tubi e lamiere stampate in acciaio | in tubi e lamiere stampate in acciaio |
| Sospensioni                                              | Anteriore: forcella telescopica idraulica Showa con stelo 35 mm, corsa 100 mm / Posteriore: doppio ammortizzatore idraulico Showa a doppio effetto, regolabile nel precarico molla su 5 posizioni, corsa 96 mm | Anteriore: forcella telescopica idraulica Showa con stelo 35 mm, corsa 100 mm / Posteriore: doppio ammortizzatore idraulico Showa a doppio effetto, regolabile nel precarico molla su 5 posizioni, corsa 96 mm | Anteriore: forcella telescopica idraulica Showa con stelo 35 mm, corsa 100 mm / Posteriore: doppio ammortizzatore idraulico Showa a doppio effetto, regolabile nel precarico molla su 5 posizioni, corsa 96 mm | Anteriore: forcella telescopica idraulica Showa con stelo 35 mm, corsa 100 mm / Posteriore: doppio ammortizzatore idraulico Showa a doppio effetto, regolabile nel precarico molla su 5 posizioni, corsa 96 mm | Anteriore: forcella telescopica idraulica Showa con stelo 35 mm, corsa 100 mm / Posteriore: doppio ammortizzatore idraulico Showa a doppio effetto, regolabile nel precarico molla su 5 posizioni, corsa 96 mm |
| Freni                                                    | Anteriore: a disco da 300 mm / Posteriore: a disco da 240 mm | Anteriore: a disco da 300 mm / Posteriore: a disco da 240 mm | Anteriore: a disco da 300 mm / Posteriore: a disco da 240 mm | Anteriore: a disco da 300 mm / Posteriore: a disco da 240 mm | Anteriore: a disco da 300 mm / Posteriore: a disco da 240 mm |
| Pneumatici                                               | 110/70 R16 M/C 52P, 140/70 R14 M/C 68P (300); 120/70 R16 M/C 57S, 150/70 R14 M/C 66S (400) | 110/70 R16 M/C 52P, 140/70 R14 M/C 68P (300); 120/70 R16 M/C 57S, 150/70 R14 M/C 66S (400) | 110/70 R16 M/C 52P, 140/70 R14 M/C 68P (300); 120/70 R16 M/C 57S, 150/70 R14 M/C 66S (400) | 110/70 R16 M/C 52P, 140/70 R14 M/C 68P (300); 120/70 R16 M/C 57S, 150/70 R14 M/C 66S (400) | 110/70 R16 M/C 52P, 140/70 R14 M/C 68P (300); 120/70 R16 M/C 57S, 150/70 R14 M/C 66S (400) |
| Prestazioni dichiarate                                   | | | | | |
| Consumo                                                  | 30,3 km/l (300) / 27 km/l (400) | 30,3 km/l (300) / 27 km/l (400) | 30,3 km/l (300) / 27 km/l (400) | 30,3 km/l (300) / 27 km/l (400) | 30,3 km/l (300) / 27 km/l (400) |
| Altro                                                    | | | | | |
| Emissioni                                                | 77 g CO2/km (300); 87 g CO2/km (400) | 77 g CO2/km (300); 87 g CO2/km (400) | 77 g CO2/km (300); 87 g CO2/km (400) | 77 g CO2/km (300); 87 g CO2/km (400) | 77 g CO2/km (300); 87 g CO2/km (400) |
| Omologazione                                             | Euro 5 | Euro 5 | Euro 5 | Euro 5 | Euro 5 |
| Fonte dei dati:                                          | | | | | |